# قرار مجلس الأمن التابع للأمم المتحدة رقم 2250
قرار مجلس الأمن التابع للأمم المتحدة رقم 2250، المتخذ بالإجماع في 9 ديسمبر 2015 بمبادرة من المملكة الاردنية الهاشمية، والذي يعالج موضوع الشباب من منظور الأمن والسلم الدوليين. وإدراكًا لجهود الشباب في بناء السلام، فإنه يوفر مجموعة من الإرشادات التي سيتم على أساسها تطوير السياسات والبرامج من قبل الدول الأعضاء والأمم المتحدة والمجتمع المدني. يدرس القرار كيفية تأثير النزاع على حياة الشباب وما يجب القيام به للتخفيف من آثاره وكذلك كيف يمكن إشراك الشباب بشكل هادف في إنشاء مجتمعات مسالمة.
يتحدث هذا القرار عن خمسة مجالات وركائز عمل رئيسية: المشاركة والحماية والوقاية والشراكة وفك الارتباط/إعادة الإدماج. وتعزز هذه الركائز الخمس والقرار نفسه روية جديدة للشباب فيما يتعلق بالسلام ويضمن الشرعية والمساءلة 

## روابط خارجية
- نص القرار في undocs.org - النص باللغة العربية
- فيديو حول قرار 2250 - منظمة شباب بلا حدود